# 谷口和也
谷口 和也（たにぐち かずや、1986年12月29日 - ）は、徳島県那賀郡那賀町出身のカヌー選手。徳島県立那賀高等学校卒業。早稲田大学スポーツ科学部卒業。俳優の本折智史とは同級生。現在東京都立八王子拓真高等学校保健体育教諭。170cm。62kg。趣味は野球、バスケットボール。

## 主な成績
2004年
- 日本カヌースラロームジュニア選手権大会 1位

2005年
- 日本カヌースラローム選手権大会 7位

2006年
- ジャパンカップ第1戦 3位
- NHK杯全日本選抜カヌースラローム競技大会 1位

2007年
- カヌースラローム世界選手権大会 48位
- カヌースラローム世界選手権大会チームレース 14位
- スラロームジャパンカップ 2位
- 日本カヌースラローム選手権大会 2位

2008年
- NHK杯全日本選抜カヌースラローム競技大会 3位
- ジャパンフリースタイルサーキット 3位

2010年
- NHK杯全日本選抜カヌースラローム競技大会 1位

2011年
- NHK杯全日本選抜カヌースラローム競技大会 3位
- ジャパンカップランキング 1位
- ワールドカップチェコプラハ 49位
- 世界選手権スロバキア（ロンドンオリンピック予選） 52位